# Liste der Gemeinden auf Prince Edward Island

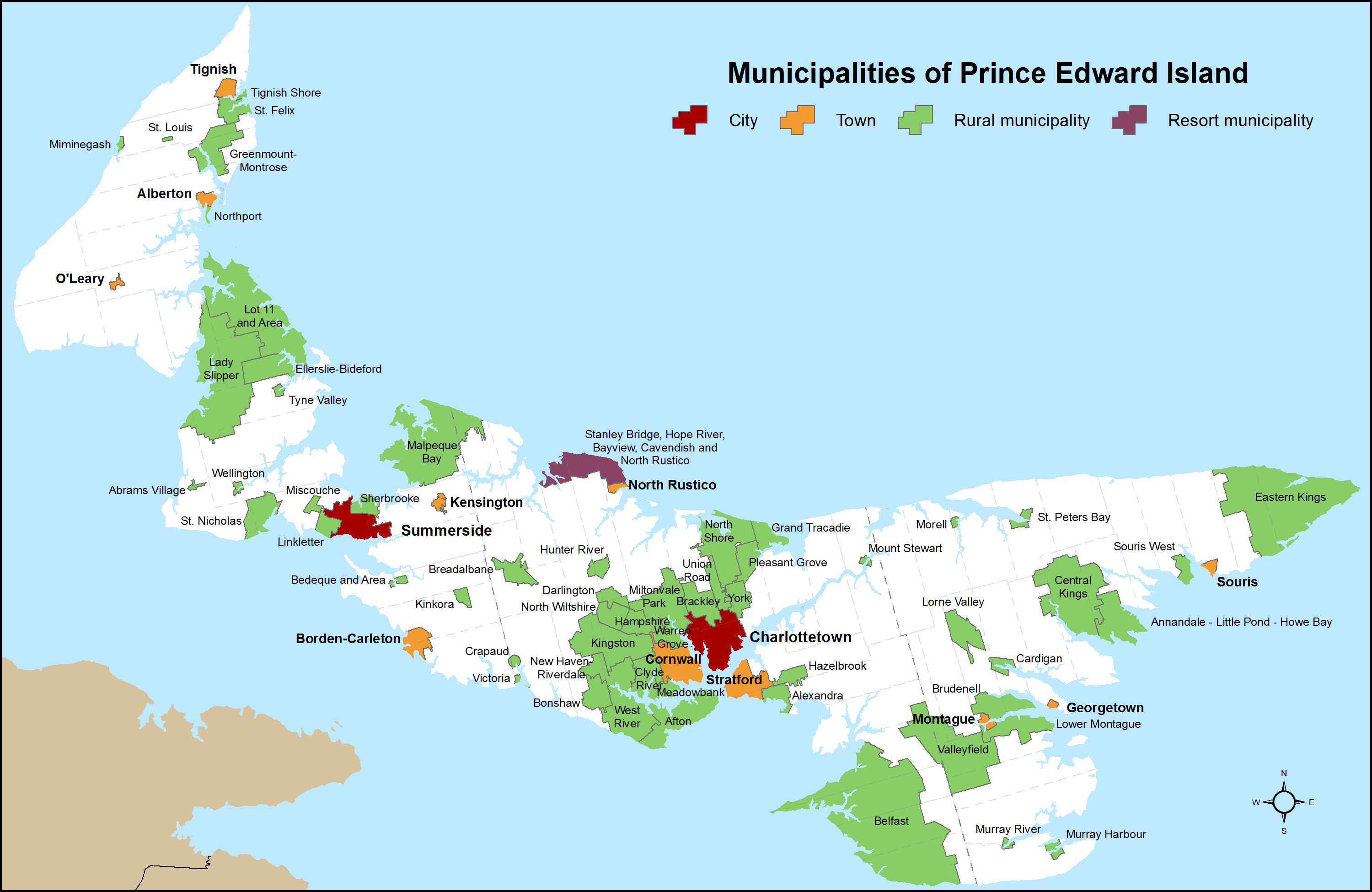
Gemeinden in Prince Edward Island

Dies ist eine Liste der Gemeinden in der kanadischen Provinz Prince Edward Island.

## Städte
Die folgende Tabelle enthält die Städte mit dem Gemeindestatus City oder Town der Provinz und dem jeweiligen County, das Jahr ihrer Gründung (incorporated) sowie ihre Einwohnerzahlen aus den jeweiligen Volkszählungen von Statistics Canada, der nationalen Statistikagentur Kanadas.

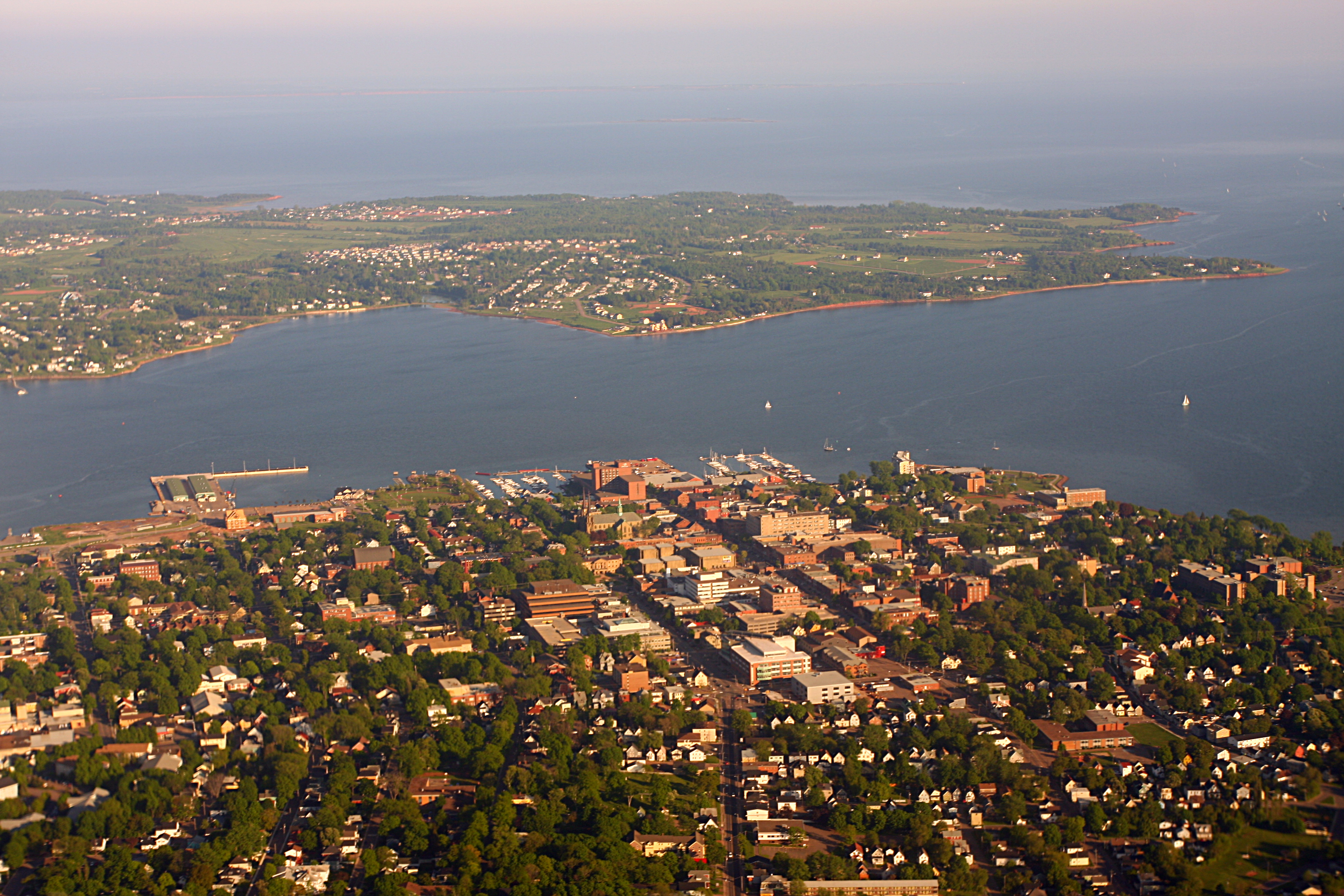
Charlottetown, Hauptstadt und größte Stadt der Provinz

| Stadt           | County        | Status | Gründungs- jahr | Einwohner 2016 | Einwohner 2011 | Einwohner 2006 | Einwohner 2001 | Einwohner 1996 |
| --------------- | ------------- | ------ | --------------- | -------------- | -------------- | -------------- | -------------- | -------------- |
| Alberton        | Prince County | Town   | 1913            | 1.145          | 1.135          | 1.081          | 1.115          | 1.084          |
| Borden-Carleton | Prince County | Town   | 2012            | 724            | 750            | 786            | 798            | 829            |
| Charlottetown   | Queens County | City   | 1995            | 36.094         | 34.562         | 32.174         | 32.245         | 32.531         |
| Cornwall        | Queens County | Town   | 1995            | 5,348          | 5.162          | 4.677          | 4.412          | 4.291          |
| Georgetown      | Kings County  | Town   | 1912            | 555            | 675            | 634            | 721            | 732            |
| Kensington      | Prince County | Town   | 1914            | 1.619          | 1.496          | 1.485          | 1.385          | 1.383          |
| Montague        | Kings County  | Town   | 1917            | 1.961          | 1.895          | 1.802          | 1.945          | 1.995          |
| Souris          | Kings County  | Town   | 1910            | 1.053          | 1.173          | 1.232          | 1.248          | 1.293          |
| Stratford       | Queens County | Town   | 1995            | 9,706          | 8.574          | 7.083          | 6.314          | 5.869          |
| Summerside      | Prince County | City   | 1995            | 14.829         | 14.751         | 14.500         | 14.654         | 14.525         |

## Sonstige Gemeinden
Neben den Städten (City oder Town) gibt es in der Provinz noch 63 weitere Gemeinden die den Status einer Community haben. Die Einwohnerzahlen dieser Gemeinden liegen zwischen 72 (St. Louis) und 1.637 (Belfast) (Stand 2011). Die nachfolgende Auflistung enthält alle diese Gemeinden.
| - Abrams Village - Afton - Alexandra - Annandale-Little Pond-Howe Bay - Bedeque & Area - Belfast - Bonshaw - Brackley - Breadalbane - Brudenell - Cardigan - Central Kings - Clyde River - Crapaud - Darlington - Eastern Kings - Ellerslie-Bideford - Grand Tracadie - Greenmount-Montrose - Hampshire - Hazelbrook - Hunter River | - Kingston - Kinkora - Lady Slipper - Linkletter - Lorne Valley - Lot 11 and Area - Lower Montague - Malpeque Bay - Meadowbank - Miltonvale Park - Miminegash - Miscouche - Morell - Mount Stewart - Murray Harbour - Murray River - New Haven-Riverdale - North Rustico - North Shore - North Wiltshire - Northport - O’Leary - Pleasant Grove | - Resort Municipality - Sherbrooke - Souris West - St. Felix - St. Louis - St. Nicholas - St. Peters Bay - Tignish - Tignish Shore - Tyne Valley - Union Road - Valleyfield - Victoria - Warren Grove - Wellington - West River - Winsloe South - York |